# 45 mm полуавтоматично универсално оръдие 21-К
45 mm полуавтоматично универсално оръдие 21-К е полуавтоматично универсално оръдие с калибър 45 mm, на въоръжение във Военноморския флот на СССР през 1930-те – 1950-те години.

## История на проектирането
След провала в разработката и предсерийното производство от завод № 8 на автоматичните оръдия 2-К (20 mm) и 4-К (37 mm), корабите и подводниците на Военноморския Флот на СССР е решено да се въоръжат с полуавтоматичното 45 mm универсално оръдие 21-К. По своите балистически характеристики то в пъти превъзхожда руското 47 mm оръдие „Хочкис“ образец 1888 г. (производство на Обуховския завод).
Оръдието 21-К е проектирано в КБ на завод № 8 през 1932 г. (с помощта на инженерите от „Спецбюро ЕКУ ОГПУ“ от селището Подлипки). Заводските изпитания на полуавтоматичното оръдие са проведени от 27 юни до 3 юли 1933 г., полигонните изпитания са проведени на НИАП от 21 юли до 1 август същата година. Първите морски изпитания на оръдието 21-К са проведени на подводна лодка от типа „М“ VI серия в Черно море от 21 март до 26 март 1934 г.

## Модификации
На базата на установката 21-К през 1936 г., за речните монитори, е направена куполната установка 40-К. По две 40-К са поставяни на речни монитори проект СБ-37. През 1937 г. е създадена сдвоената куполна установка 41-К. 41-К е поставяна на мониторите „Ударный“, „Активный“, по една на мониторите от проекта СБ-37 („Железняков“ и пет други) и монитора „Смоленск“, също така тя е планирана за въоръжение на новите монитори от типа „Шилка“.

## Описание на конструкцията
Артилерийската система 21-К, съгласно проектната документация, представлява приспособяване на 45 mm противотанково оръдие образец 1932 г. към морски лафет. Тялото на оръдието е изцяло заимствано от оръдието 19-К и се състои от скрепен ствол и кожух. Тъй като до 1935 г. полуавтоматиката при завод № 8 не е усвоена, всички оръдия, произведени от него към 1935 г. нямат полуавтоматичния затвор. Затварянето на затвора става при досилката на поредния патрон, а отварянето е ръчно. В артилерийските системи 21-К, произведени след 1935 г., е въведена полуавтоматика инерционен тип – отварянето на затвора след изстрела вече е автоматично.
Стволът на артилерийското оръдие се състои от тръба и кожух, насаден върху нея в горещо състояние и съставляващ с казенника на оръдието едно цяло. Оръдията по-късно производство вече имат ствол-моноблок. Лафетът на оръдието е обикновена подставка, без щитово прикритие.

## Тактико-технически характеристикина артилерийската установка
- Брой оръдия в АУ – 1
- Дължина на ствола пълна, mm/калибра – 2072/46,1
- Дължина на нарезната част – 1650
- Обем на камерата – 0,5 dm³
- Брой нарези – 16
- Дължина на хода на нарезите – 25 клб.
- Дълбочина на нарезите – 0,5 mm
- Маса на затвора – 10,5 kg
- Маса на ствола със затвора – 107 – 115 kg
- Скорост на вертикално насочване – 10 – 20 градуса/секунда
- Скорост на хоризонтално насочване – 10 – 18 °/s
- Дължина на отката – 270 – 300 mm
- Височина на линията на огъня – 1215 mm
- Радиус на помитане, по дулния срез/казенна част – 1097/975 mm
- Тегло на люлеещата се част – 203 – 222 kg
- Тегло на откатните части на ствола – 123 kg
- тегло на въртящата се част – 362 kg
- Обща маса на АУ – 507 kg
- Разчет – 3 души
- Далечина на стрелбата балистична с фугасен снаряд Ф73, бронебоен Б-240 и осколочно-трасиращ ОР-73А с тегло 1,41 kg – 9200 m
- Далечина на стрелбата балистична с фугасен снаряд О-240, с тегло 2,14 kg – 5000 m

## История на производството и експлоатацията
Серийното производство на 45 mm оръдия 21-К започва в завод № 8 през 1934 г. Поради липсата на други зенитни оръдия, оръдията 21-К се поставят на всички класове кораби в съветския флот – от стражеви катери и подводници до крайцери и линейни кораби. През 1934 г. са произведени 213 оръдия (в т.ч. 137 за корабите на ВМФ и 76 за съдовете на НКВД). През следващата, 1935 г. завода произвежда 357 оръдия.
Към началото на 1941 г. във ВМФ на СССР има 1617 оръдия 21-К (от тях 322 – в Балтийския, 290 – в Тихоокеанския, 284 – в Черноморския, 194 – в Северния флот, 83 оръдия – в Каспийската, 25 – в Амурската и 14 – на Пинската флотилии).
Към 22 юни 1941 г. във флота има 1954 оръдия 21-К (от тях 494 в Балтийския флот, 538 в Тихоокеанския флот, 411 в Черноморския флот, 239 в Северния флот, 170 оръдия в Каспийската, 80 в Амурската и 25 в на Пинската флотилии). Освен това, във ВМФ на СССР, към началото на войната има 19 двуоръдейни 45-мм корабни установки 41-К (38 оръдия) и 16 от еднооръдейните 40-К.
45-мм универсални оръдия 21-К и тяхната военна модификация 21-КМ с увеличена дължина на ствола и щит, като оръдие/я на главния калибър са поставяни на стражеви катери, малките ловци МО-4 и малки кораби (тралчици (ТЧ), някои стражеви (СКР) и спомагателни кораби от мобилизираните съдове).
В частност 21-К е поставяно, като оръдие на главния калибър на 251 МО-4, −3, −2 и −1; на над 100 ТЧ: 37 от типа „Ижорец“ и от 27 типа „Москва“ БФ, от 14 типа РТ за СФ и други; на над 40 СКР: 8 от типа РТ за СФ (изначално, по-късно при някои са заменени със 76-мм оръдия), 5 СКР от типа „Войков“ за ЧФ и други, също така на много стражеви катери, мрежови минни заградители и други бойни и спомагателни съдове, основно дооборудвани цивилни такива.
Използва се при отбраната на Шлиселбургската крепост в периода 1941 – 1943 г.
Също така оръдията 21-К са поставяни, като спомагателен калибър, на много от специзлизираните кораби – от линкори до тралчиците от типа „Фугас“
Независимо от това, че оръдието съвършено не отговаря на изискванията на зенитната отбрана, поради прекратяването на работите по по-съвършено оръдие, работещо на автоматичен принцип, производството на оръдията 21-К се води и през годините на Великата Отечествена война, а също и след нейния край. Така например през 1942 г. са произведени 388 оръдия 21-К, през 1943 г. – 345, 1944 г. (вече от модификацията 21-КМ) – 486, в 1945 г. – 373, 1946 г. – 140 и през 1947 г. – 50. През 1947 г. производството на оръдията е прекратено.

## Модернизация
През 1944 г. в производство е пусната модификацията на оръдието 21-КМ. Работите по модернизация на оръдията 21-К са започнати в ОКБ-172 през 1942 г. под индекса ВМ-42. Главната серия от 25 ствола минава успешни изпитания през септември 1943 г., с края на които оръдието 21-КМ влиза в масово производство.
Модернизацията на оръдията се изразява в увеличение до 1010 mm на нарезната част на ствола, замяна на инерционната автоматика с копирна, заздравяване на ствола и противооткатните устройства, поставяне на щит (щитово прикритие).
Оръдията 21-КМ и понастоящем (2000-те години) се използват на корабите от руския ВМФ в качеството на салютни оръдия.

## Оценка на оръдието
Сериозен недостатък на оръдията (в т.ч. и неговата модификация 21-КМ) е ниската скорострелност (25 изстрела в минута) и липсата в снарядите на дистанционен взривател, така че целта може да бъде поразена само с пряко попадение, което при нарасналите скорости на самолетите през 1930-те години става трудно достижимо. Следствие от изброените недостатъци на оръдията е неговата крайно ниска зенитна ефективност. По тази причина още в хода на Великата Отечествена война с постъпването във войската на 37 mm автомати 70-К собствено производство, а също и оръдията „Ерликон“ (20 mm) и „Бофорс“ (40 mm) – по ленд-лийза, – започва повсеместната замяна на корабите на оръдията 21-К.